# Uxue Barkos Berruezo

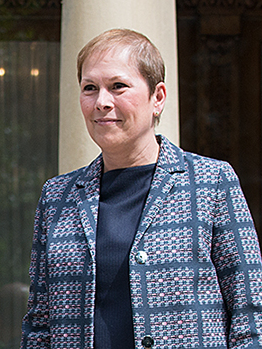
Uxue Barkos (2016)

Uxue Barkos Berruezo (geboren 5. Juli 1964 in Pamplona) ist eine spanische Politikerin.

## Leben
Barkos studierte an der Universität Navarra. Sie arbeitete als Journalistin für die inzwischen eingestellte regionale Tageszeitung Navarra Hoy, für Radio Nacional de España, Televisión Española und seit 1990 für den Regionalsender Euskal Irrati Telebista (EITB).
2004 wurde sie als parteilose Kandidatin für das Wahlbündnis Nafarroa Bai bei den Wahlen zum achten Congreso de los Diputados gewählt und wurde seither bis einschließlich der 11. Wahlperiode 2011 wiedergewählt. Seit 2007 hat sie ein Mandat im Stadtrat von Pamplona und trat dort auch erfolglos zur Bürgermeisterwahl an. Im November 2011 war sie Mitgründerin der Partei Zabaltzen und wurde deren Vorsitzende. Zum 1. Juni 2015 trat sie von ihrem Abgeordnetenamt in Madrid zurück. Nach den Regionalwahlen in Spanien 2015 wurde sie von einer Minderheitskoalition (bei Stimmenenthaltung der PSOE) zur Präsidentin von Navarra gewählt (Presidente de la Comunidad foral de Navarra (es) – Nafarroako Foru Komunitateko Lehendakari (eu)).

## Schriften
- Contra viento y marea. 2012 ISBN 978-84-666-5320-6[2]